# Знаме на Раковски
Знамето на град Раковски е символ на града, общината и раковчани. То се поставя пред административните сгради и кметствата на територията на Община Раковски и по време на официални мероприятия, организирани от общината.

## История
Първото знаме на гр. Раковски е изработено и прието през 1982 г. Цветове и някои негови елементи са заети от знамето на Първа българска легия на Георги Раковски. През 2000 г. е направен опит да се прием нов флаг на града, но поради липса на консенсус между съветниците, той не е приет.
През 2002 г. във връзка с посещението на папа Йоан Павел II за два месеца учениците от Професионална гимназия „Петър Парчевич“ в града ушиват 600 знамена на Ватиканa, с които украсяват улиците на града. Дори дълго след това целият град е украсен с жълто-бели знамена и български трибагреници. С това раковчани започват да възприемат жълто-бялата украса за символ на своя град.
Проектът за сегашното знаме е изработен през 2011 г. и одобрен от Общинския съвет на 30 август същата година.
По време на своето апостолическо поклонничество в България папа Франциск посещава град Раковски на 6 май 2019 г. Градът е украсен с над 700 комплекта знамена на Европейския съюз, България, Ватикана и община Раковски.

## Композиция
Елементите на знамето са:
- три вертикални ивици в жълт, сребристосив и жълт цвят в пропорции 1:2:1
- хоризонтално, отношението височина към дължина е 3:5
- гербът на града е в средата на знамето и е с височина 3/4 от височината на самото знамето

Жълтият цвят и заедно със сребристо-сивия цвят изразяват уникалния характер на града и общината и са емблематични за идентичността на гражданите им. Цветовете са символи на християнски и общочовешки добродетели: жълтият – на вярата, милосърдието и смирението, а сребристият – на чистота и правдивостта.